# Westatambua
Westatambua (indonesisch Atambua Barat) ist ein indonesischer Distrikt (Kecamatan) im Regierungsbezirk Belu (Provinz Ost-Nusa Tenggara) auf der Insel Timor.

## Geographie
Westatambua grenzt im Osten an Atambua, im Nordwesten an Kakuluk Mesak und im Süden an Südatambua (Atambua Selatan).
Der Distrikt Westatambua teilt sich in die Desas Beirafu (5.614 Einwohner 2010), Berdao (4.161), Tulamalae (4.890) und Umanen (6.939).
Verwaltungssitz ist Sesekoe.

## Einwohner
2010 lebten in Westatambua 21.604 Menschen. Sie gehören mehrheitlich zur Ethnie der nördlichen Tetum und sind in ihrer Mehrheit katholischen Glaubens.